# إميل زيبيغ
إميل زيبيغ (بالفرنسية: Émile Zeibig) (مواليد 14 ديسمبر 1901) هو سبّاح فرنسي، مثّل بلاده في الألعاب الأولمبية الصيفية 1924.

## روابط خارجية
إميل زيبيغ على موقع اللجنة الأولمبية الدولية (الإنجليزية)
- إميل زيبيغ على موقع أوليمبيديا (الإنجليزية)